# Чирчелло
Чирчелло (італ. Circello) — муніципалітет в Італії, у регіоні Кампанія, провінція Беневенто.
Чирчелло розташоване на відстані близько 210 км на схід від Рима, 75 км на північний схід від Неаполя, 25 км на північ від Беневенто.
Населення — 2432 особи (2014).

## Демографія
Населення за роками:

Станом на 1 січня 2023 року в муніципалітеті офіційно проживало 45 іноземців з 16 країн, серед них 3 громадяни країн Євросоюзу та 3 громадяни України.

## Сусідні муніципалітети
- Камполаттаро
- Кастельпагано
- Колле-Санніта
- Франьєто-л'Абате
- Морконе
- Реїно
- Санта-Кроче-дель-Санніо